# Pieter Tjeerdsma
Pieter (Piet) Tjeerdsma (Garijp, 7 juni 1916 - Beetsterzwaag, 13 juli 2010) was een Nederlands politicus namens het ARP en later het CDA.
Hij werd geboren als zoon van Tjeerd Tjeerdsma (*1882) en Minke Jans Zwager (*1883). P. Tjeerdsma werkte eenentwintig jaar bij het CNV. Tussen 1971 en 1981 was hij burgemeester van Wonseradeel. Hij was twee periodes (1971-1974 en 1976-1983) lid van de Eerste Kamer.
Hij werd onderscheiden als Officier in de Orde van Oranje-Nassau en Ridder in de Orde van de Nederlandse Leeuw. Tevens werd aan hem het verzetskruis uitgereikt. Tijdens de Tweede Wereldoorlog verspreide hij het illegale Trouw in de omgeving van Haarlem.
- Biografisch Portaal: 26191232
- Parlement.com: vg09llhb1vxp